# Epipremnum obtusum
Epipremnum obtusum är en kallaväxtart som beskrevs av Adolf Engler och Kurt Krause. Epipremnum obtusum ingår i släktet Epipremnum och familjen kallaväxter.
Artens utbredningsområde är Papua Nya Guinea. Inga underarter finns listade.